# Bądźmy poważni na serio (film 2002)
Bądźmy poważni na serio (ang. The Importance of Being Earnest) – amerykańsko-brytyjsko-francuska komedia romantyczna z 2002 roku oparty na scenariuszu i reżyserii Olivera Parkera oraz powstały na podstawie sztuki teatralnej Oscara Wilde’a Bądźmy poważni na serio. Wyprodukowany przez Miramax Films. Film zarobił 8 300 000 $ w Ameryce Północnej.
Premiera filmu miała miejsce 17 maja 2002 roku w Stanach Zjednoczonych oraz 6 września w Wielkiej Brytanii.

## Fabuła
Akcja filmu rozgrywa się w roku 1895. Jack Worthing (Colin Firth) po przybranym ojcu odziedziczył wspaniałą posiadłość ziemską. Aby móc bywać w Londynie i korzystać bezkarnie z miejskich uciech, wymyśla brata Ernesta. Wizyty u rzekomego brata są usprawiedliwieniem eskapad, podczas których zaleca się do Gwendolen Fairfax (Frances O’Connor), siostrzenicy swojego lekkomyślnego przyjaciela.

## Obsada
- Rupert Everett jako Algernon „Algy” Moncrieff
- Colin Firth jako John „Jack” Worthing/Ernest
- Frances O’Connor jako Gwendolen Fairfax
- Reese Witherspoon jako Cecily Cardew
- Judi Dench jako panna Bracknell
- Tom Wilkinson jako doktor Chasuble
- Anna Massey jako panna Prism
- Edward Fox jako Lane
- Patrick Godfrey jako Merriman

i inni